# Seth Lundy

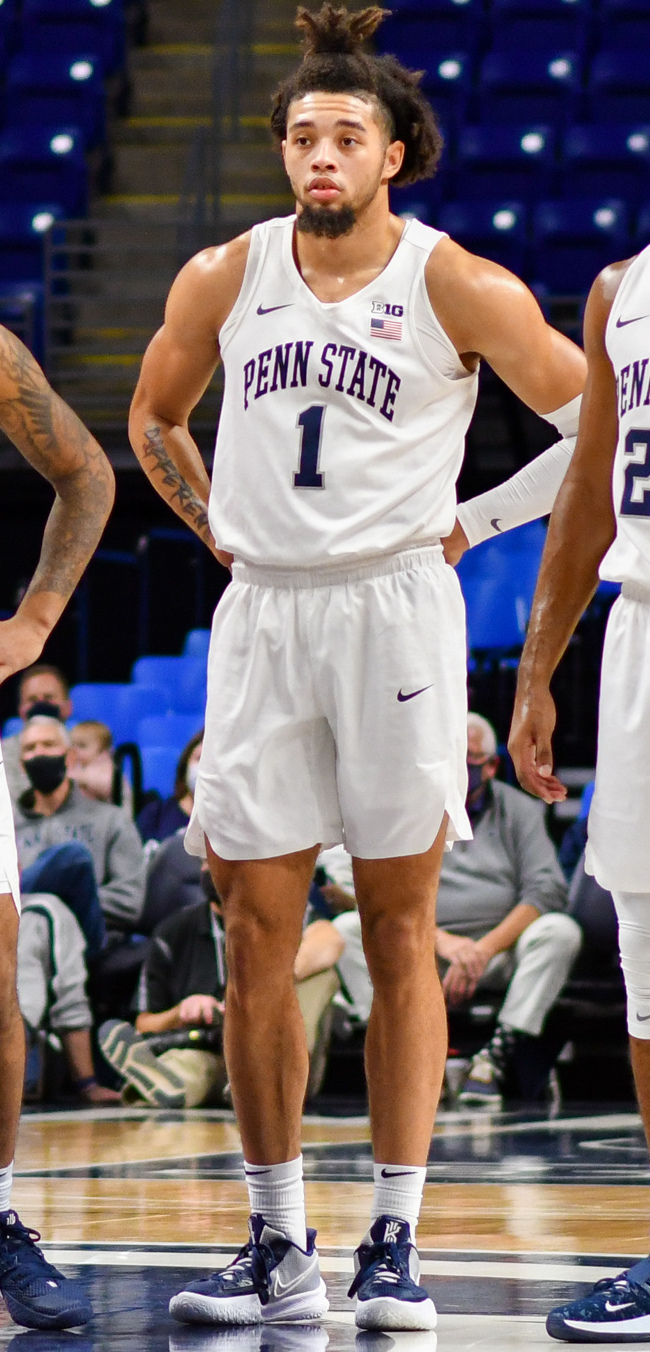
Seth Lundy, 2021.

Seth Xavier Lundy, född 2 april 2000 i Paulsboro i New Jersey, är en amerikansk professionell basketspelare (SG) som spelar för Los Angeles Clippers i National Basketball Association (NBA). Han har tidigare spelat i Atlanta Hawks.
Lundy draftades av Atlanta Hawks i andra rundan i 2023 års draft som 46:e spelare totalt.
Innan han blev proffs studerade Lundy vid Pennsylvania State University (Penn State) och spelade för universitetets idrottsförening Penn State Nittany Lions.